# Polysyncraton rubitapum
Polysyncraton rubitapum är en sjöpungsart som beskrevs av Kott 200. Polysyncraton rubitapum ingår i släktet Polysyncraton och familjen Didemnidae. Inga underarter finns listade i Catalogue of Life.